# Haselbachtal

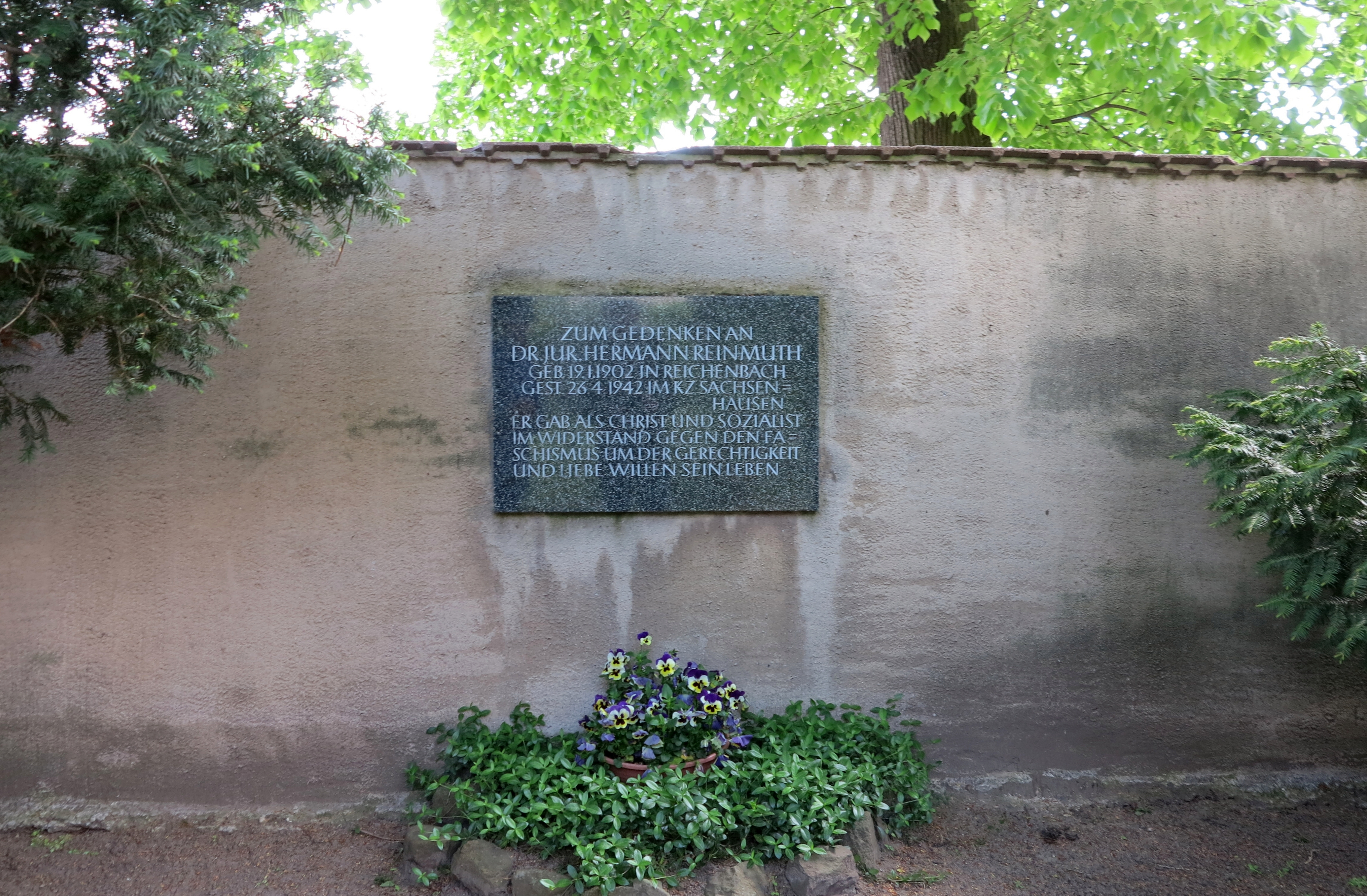
Gedenktafel Hermann Reinmuth

Haselbachtal ist eine Gemeinde im sächsischen Landkreis Bautzen.

## Geographie und Verkehr
Die Gemeinde befindet sich rund sieben Kilometer südwestlich der Stadt Kamenz und rund 35 Kilometer nordöstlich der Landeshauptstadt Dresden. Die Gemeinde liegt in der westlichen Oberlausitz im Westlausitzer Hügelland und erstreckt sich über eine Länge von etwa 13 Kilometern zumeist in den Tälern von Haselbach und Pulsnitz.
Über den Haltepunkt Bischheim–Gersdorf an der Bahnstrecke Kamenz–Pirna ist die sächsische Landeshauptstadt Dresden in rund 45 Minuten mit der S-Bahn zu erreichen.
Die A 4 verläuft südlich der Gemeinde und ist über die rund zehn Kilometer entfernte Anschlussstelle Pulsnitz zu erreichen.

## Geschichte

### Mittelalter bis 19. Jahrhundert

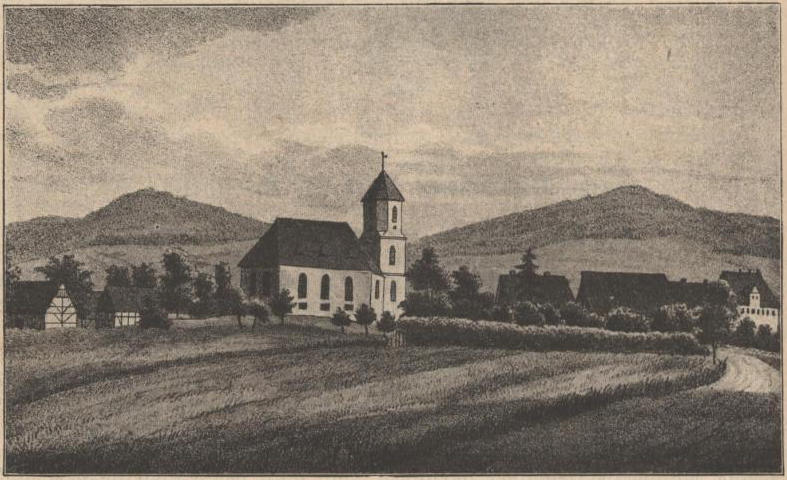
Bischheim um 1840

Die Ortsteile Gersdorf und Möhrsdorf sind klassische Waldhufendörfer und werden im Jahr 1225 (Gersdorf) und 1264 (Möhrsdorf) erstmals urkundlich erwähnt.
Der Ortsteil Bischheim wird im Jahr 1225 erstmals urkundlich erwähnt. 1313 wird ein Rittergut erwähnt. 1752 wird von Charlotte Sophie von Schleinitz der Park im französischen Rokoko-Stil angelegt, der um 1880 nach englischem Stil umgestaltet wird, was maßgeblich durch den Einfluss des königlich-sächsischen Gartendirektors Hofrat Friedrich Bouché erfolgte. Der Pavillon wurde ergänzt.
Der Ortsteil Reichenbach wurde im Jahr 1248 erstmals urkundlich erwähnt. Der Ort entstand als typisches Waldhufendorf während der deutschen Ostkolonisation.
Der Ortsteil Reichenau wurde erstmals im Jahr 1436 urkundlich erwähnt. In den Jahren 1429 bis 1431 plünderten Hussiten den Ort und zerstörten die Kirche.
Während des Dreißigjährigen Krieges starben durch die Pest 248 Bewohner, fast die gesamte Bevölkerung.
Ein weiterer Schicksalsschlag ereilte den Ort im Jahr 1680, als die Pest wütete und fast 80 Leben forderte.
Auch in den Befreiungskriegen hatte Reichenbach zu leiden; es wurden preußische und danach russische Truppen einquartiert.

### 20. Jahrhundert
Die Naturbühne Reichenau wurde in den 1930er Jahren errichtet.
Das Herrenhaus brannte 1945 nach Kriegsende ab. Die letzten Besitzer des Herrenhauses und des Parkes waren die Familie von Bünau. Dazu gehörten auch das Rittergut und die Gärtnerei. Das Schloss stand seit 1941 unter Denkmalschutz. Der Park ist 5,6 ha groß. Davon sind 1,4 ha Teiche. Im Park befindet sich ein Bestand von etwa 1000 Bäumen, wovon ein großer Teil älter als 200 Jahre ist. Die Rhododendren wurden um 1970 gepflanzt.

### 21. Jahrhundert
Am 1. Januar 2001 schlossen sich die Gemeinden Reichenbach-Reichenau (am 1. Januar 1994 aus Reichenau und Reichenbach gebildet), Gersdorf-Möhrsdorf (am 1. April 1959 aus Gersdorf und Möhrsdorf gebildet) und Bischheim-Häslich (am 1. Januar 1969 aus Bischheim und Häslich gebildet) zur Gemeinde Haselbachtal zusammen.
An der Stelle der Schlossruine wurde 2016 das Pflegeheim „Haus Bischheim“ errichtet.

## Ortsgliederung
Die Ortsteile sind Bischheim, Gersdorf, Häslich, Möhrsdorf, Reichenau und Reichenbach.

## Politik

### Gemeinderat
- BI H: 8
- FWG: 4
- CDU: 2
- AfD: 2

Seit der Gemeinderatswahl am 9. Juni 2024 verteilen sich die 16 Sitze des Gemeinderates folgendermaßen auf die einzelnen Gruppierungen:
- Bürgerinitiative Haselbachtal (BI): 8 Sitze
- Freie Wählergemeinschaft (FWG): 4 Sitze
- CDU: 2 Sitze
- AfD: 2 Sitze

| Liste                         | 2024   | 2024   | 2019   | 2019   | 2014   | 2014   |
| Liste                         | Sitze  | in %   | Sitze  | in %   | Sitze  | in %   |
| ----------------------------- | ------ | ------ | ------ | ------ | ------ | ------ |
| Bürgerinitiative Haselbachtal | 8      | 45,8   | 11     | 56,4   | 9      | 54,1   |
| Freie Wählergemeinschaft      | 4      | 26,9   | 2      | 15,3   | 3      | 22,1   |
| CDU                           | 2      | 13,8   | 2      | 14,7   | 4      | 23,9   |
| AfD                           | 2      | 10,9   | 1      | 9,9    | –      | –      |
| Linke                         | –      | 2,6    | –      | –      | –      | –      |
| SPD                           | –      | –      | –      | 3,7    | –      | –      |
| Wahlbeteiligung               | 72,6 % | 72,6 % | 68,6 % | 68,6 % | 58,4 % | 58,4 % |

### Bürgermeister
Bürgermeister ist seit 2022 Tobias Liebschner. Er folgt auf Margit Boden, die seit 2001 im Amt war.
| Wahl | Bürgermeister     | Vorschlag  | Wahlergebnis (in %) |
| ---- | ----------------- | ---------- | ------------------- |
| 2022 | Tobias Liebschner | Liebschner | 75,8                |
| 2015 | Margit Boden      | Boden      | 98,3                |
| 2008 | Margit Boden      | Boden      | 97,7                |
| 2001 | Margit Boden      | Boden      | 47,9                |

### Wappen
Das Wappen und die Flagge wurden am 17. Juli 2015 durch den Landkreis Bautzen genehmigt.
Blasonierung: „Von Grün und Silber zweimal geteilt in verwechselten Farben und gespalten durch einen mittig mit silberner Wellenleiste belegten silbern bordierten blauen“ Wellenpfahl; „vorn im mittleren Feld ein Pfeiler und zwei angeschnittene Bögen einer grünen Brücke; hinten im mittleren Feld zwei silberne Ähren mit nach unten abgewinkelten Halmblättern.“

### Flagge
Die Flagge ist weiß-grün (1:1) gestreift (Querform: Streifen waagerecht verlaufend, Längsform: Streifen senkrecht verlaufend) und mittig mit dem Gemeindewappen belegt.

## Sehenswürdigkeiten

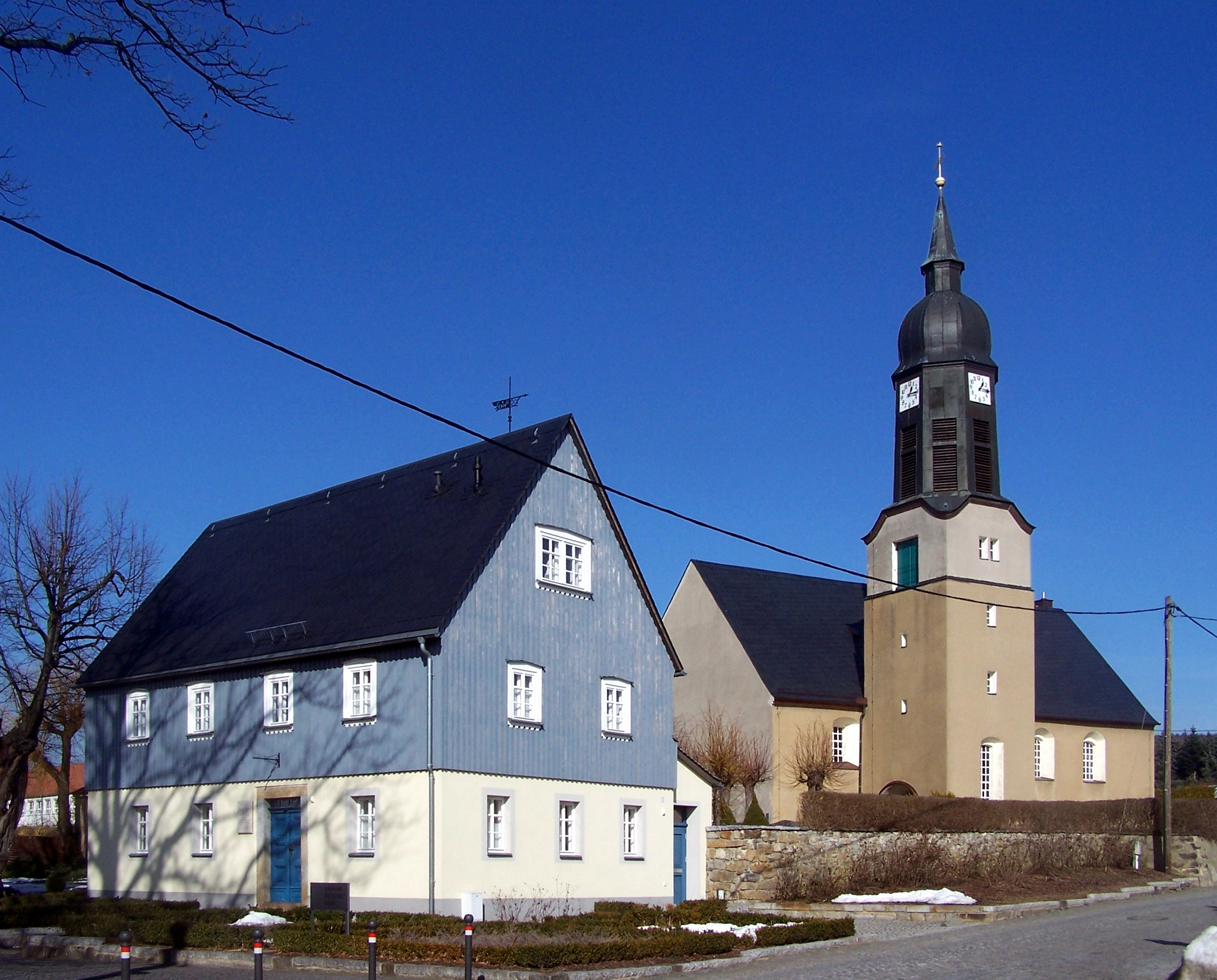
Gersdorfer Kirche und Karoline-Rietschel-Haus

- Gersdorf; Geburtshaus von Karoline Salome Rietschel (1770–1834), Mutter von Ernst Rietschel, in der Nähe: Ein Hinweis auf das Geburtshaus der Mutter von Gotthold Ephraim Lessing
- Viadukt Gersdorf
- Kirche und Dorfplatz Gersdorf
- Park in Bischheim
- Kirche in Bischheim
- Bischheimer Freibad mit Sportstätten und Caravanstellplatz
- Schauanlage und Museum des Granitabbaues
- Geflutete Steinbrüche als Badestationen für Touristen und Heimische
- Naturbühne Reichenau
- Kirche in Reichenbach
- Kulturmühle in Bischheim

### Naturschutz
- Siehe auch: Liste der Naturdenkmale in Haselbachtal

## Regelmäßige Veranstaltungen
- Sportfest Reichenbach
- Parkfest Bischheim
- Schaf- und Wollmarkt
- Oktoberfest Reichenau
- Open Air Unten Sie (Sportplatz Gersdorf)
- Weihnachtsmarkt in Reichenbach

## Bildung
Die Gemeinde Haselbachtal verfügt über eine Grundschule im Ortsteil Gersdorf und drei Kindertageseinrichtungen (Gersdorf, Bischheim, Reichenbach).

## Söhne und Töchter der Gemeinde
- Christlob Mylius (1722–1754), Schriftsteller und Naturforscher, geboren in Reichenbach
- Hermann Reinmuth (1902–1942), Jurist und Widerstandskämpfer, geboren in Reichenbach
- Eberhard Sauppe (1924–2014), Bibliothekar und Hochschullehrer, geboren in Möhrsdorf
- Albert Kosler (1933–2018), Politiker, Abgeordneter der Volkskammer, Beobachter im Europäischen Parlament, geboren in Häslich